# Besart Abdurahimi
Besart Abdurahimi (Zagreb, Croàcia, 31 de juliol de 1990) és un futbolista croat que disputà onze partits amb la selecció de Macedònia del Nord.
| Selecció de Macedònia del Nord | Selecció de Macedònia del Nord | Selecció de Macedònia del Nord |
| Anys                           | Partits                        | Gols                           |
| ------------------------------ | ------------------------------ | ------------------------------ |
| 2014                           | 5                              | 1                              |
| 2015                           | 6                              | 0                              |
| Total                          | 11                             | 1                              |